# Menachem Mendel Morgenstern

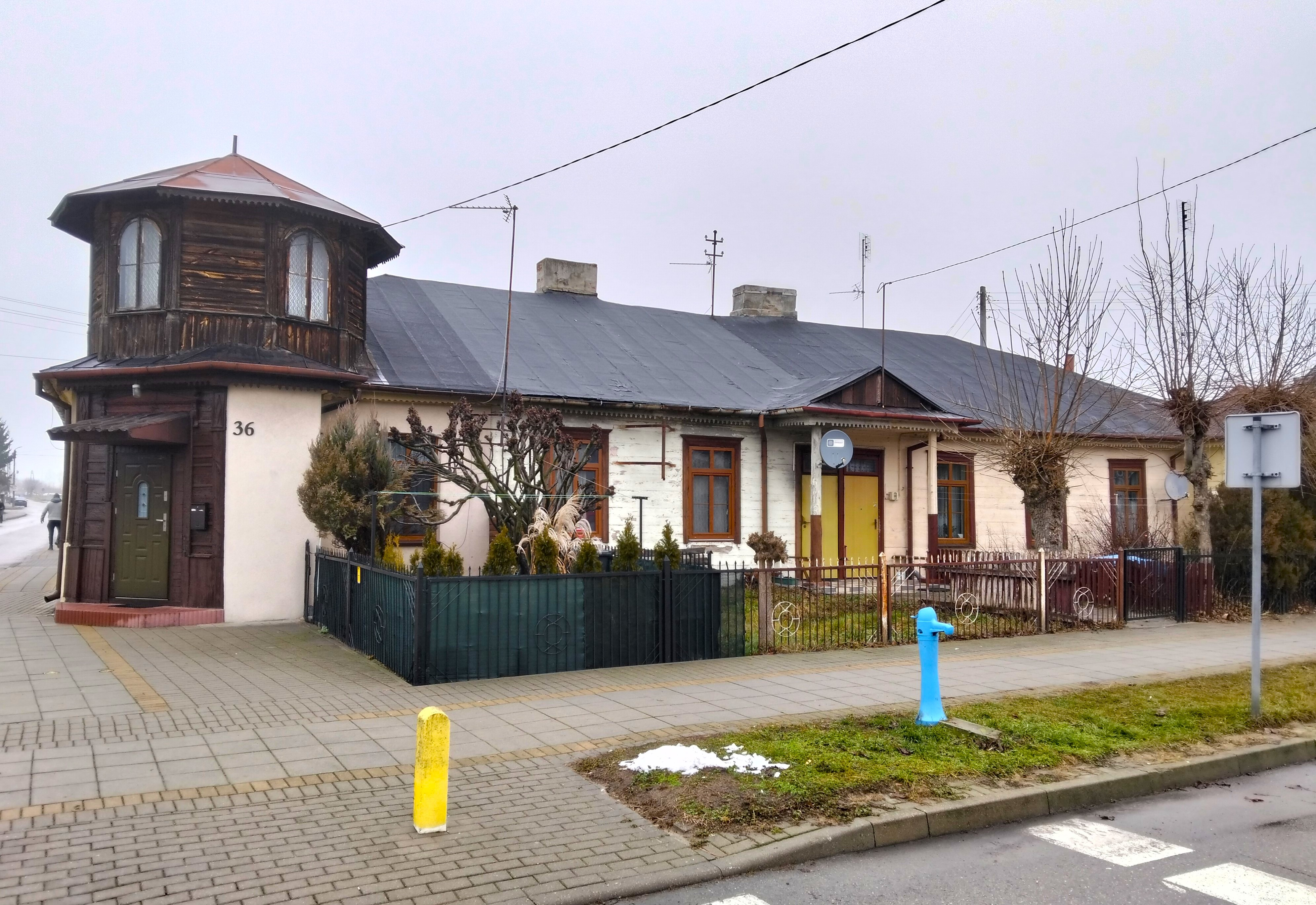
Dom Morgensternów w Kocku

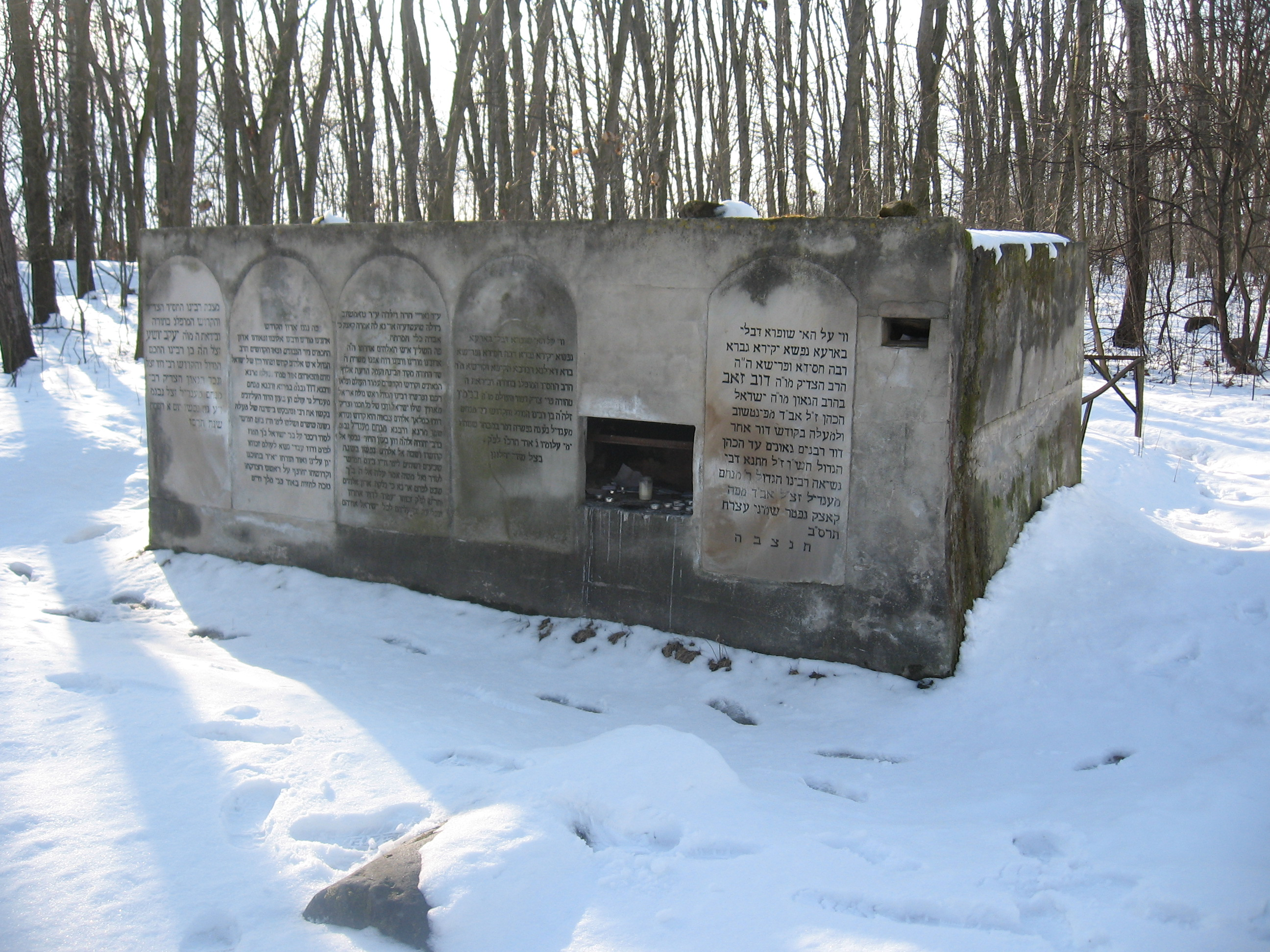
Grób rodziny Menachema Mendla (któremu jest poświęcona trzecia macewa od lewej) w Kocku

Menachem Mendel Morgenstern z Kocka, Kocker Rebe, Kockim (jid. ‏מנחם מענדל מאָרגנשטערן‎, ur. 1787 w Biłgoraju, zm. 27 stycznia 1859 w Kocku) – cadyk z Kocka, twórca tzw. chasydyzmu kockiego (lata 1834–1859). 

## Życiorys
Syn Lejbusza, rzemieślnika. Urodził się w rodzinie przeciwników chasydyzmu. Ojciec zapewnił mu edukację religijną, w wieku 13 lat miał znać cały Talmud. Uzyskał także wykształcenie świeckie, przebywał we Lwowie, gdzie szkolił się na aptekarza. Następnie został uczniem Jaakowa Icchaka ben Aszera i Symchy Binema z Przysuchy oraz Widzącego z Lublina. 
Po śmierci Symchy Binema z Przysuchy został przywódcą małej, radykalnej grupy chasydów, początkowo jego siedziba znajdowała się w Tomaszowie. W 1829 roku osiedlił się w Kocku i założył tam ośrodek życia chasydzkiego. Wsławił się głoszeniem nauk, według których istniało tylko jedno objawienie Boże i jedna wola Boża. Zadaniem każdego chasyda jest dążenie do jej poznania. Podkreślał wagę spontaniczności w życiu religijnym, odrzucając zewnętrzną religijność uregulowaną rytuałem. Sensu życia upatrywał w służeniu Bogu całą duszą. Na jego dworze w Kocku panowała zasada całkowitego ubóstwa. W 1830 roku poparł powstanie listopadowe. 
W 1839 roku doznał iluminacji, po której zaczął głosić, że człowiek stanowi cząstkę Boga, w związku z czym nie może być sądzony za swe postępowanie. Zaczął demonstracyjnie łamać przykazania Tory, w tym te dotyczące szabatu, co doprowadziło do buntu części jego zwolenników, którzy pod przywództwem jego ucznia, Mordechaja Josefa Leinera, założyli własną społeczność w Izbicy.
Rozgoryczony, zamknął się wówczas w izbie przy bet ha-midraszu, gdzie przebywał aż do śmierci. Posiłki podawano mu przez okno, a nauki przekazywał tylko nielicznemu gronu swoich uczniów. Nie zezwalał jednak na spisywanie swoich nauk i nie pozostawił po sobie żadnych pism, własne zapiski niszczył co roku przed świętem Pesach. Po jego śmierci przywództwo nad chasydami objął jego syn, Dawid.
Był protoplastą dynastii Morgensternów (dynastia chasydzka Kock), która istniała do wybuchu II wojny światowej.

## Postać cadyka w literaturze
Historia cadyka Menachema Mendla Morgensterna została opisana w reportażu „Narożny dom z wieżyczką” Hanny Krall (w tomie „Hipnoza” z 1989 roku). Tekst, utrzymany w poetyce metafizycznej, przedstawia jego motywowaną religijnie decyzję o zamknięciu się w drewnianej izbie na dwadzieścia lat, oddanie się modlitwie i rozmyślaniom, a także cudowne zdarzenia, które miały miejsce w tym czasie. Reporterka pisze również o tym, jak wśród współczesnych mieszkańców Kocka funkcjonuje pamięć o postaci cadyka i lokalnej społeczności żydowskiej zamordowanej podczas Holokaustu.  
Hannę Krall zainspirował tyczący cadyka z Kocka ustęp książki Ilii Erenburga „Burzliwe życie Lejzorka Rojtszwańca” (wydanej po raz pierwszy w Polsce w 1928 r.).